# Burlington (Terre-Neuve-et-Labrador)
Pour les articles homonymes, voir Burlington.
Burlington est une ville située sur l'île de Terre-Neuve dans la province de Terre-Neuve-et-Labrador au Canada. La population y était de 376 en 2007. Elle est située sur la route 413.

## Annexe